# یان بودیگر
یان بودیگر (انگلیسی: Yann Bodiger؛ زادهٔ ۹ فوریهٔ ۱۹۹۵) ورزشکار اهل فرانسه است.
از باشگاه‌هایی که در آن بازی کرده‌است می‌توان به تولوز اشاره کرد.
وی همچنین در تیم‌های ملی فوتبال France U20 France U21 ۲۱:۴۳، ۱۸ نوامبر ۲۰۱۶ (UTC) بازی کرده است.